# Stefan Johansen
Stefan Marius Johansen (Vardø, 8 gennaio 1991) è un ex calciatore norvegese, di ruolo centrocampista.

## Caratteristiche tecniche
Nato come attaccante e schierato su una delle due fasce, è stato l'allenatore Ronny Deila a trasformarlo in un centrocampista centrale.

## Carriera

### Club

#### Bodø/Glimt
Johansen ha iniziato la carriera professionistica con la maglia del Bodø/Glimt. Ha debuttato ufficialmente in prima squadra il 22 luglio 2007, nel successo per 2-0 sullo Sparta Sarpsborg: è subentrato a Mounir Hamoud nei minuti finali della sfida, valida per la 1. divisjon. Al termine del campionato, la squadra ha conquistato la promozione nell'Eliteserien.
Ha effettuato l'esordio nella massima divisione norvegese, quindi, il 10 agosto 2008: ha sostituito Jan-Derek Sørensen nella vittoria per 3-2 sul Viking. Quella è stata l'unica gara disputata in campionato in quella stagione, mentre è stato schierato in altre 5 nel campionato 2009, che si è concluso con la retrocessione del Bodø/Glimt.
Il 13 maggio 2010 ha segnato la prima rete ufficiale della sua carriera, in un match valido per l'edizione stagionale del Norgesmesterskapet: ha realizzato un gol nel 2-5 inflitto all'Innstranden.

#### Strømsgodset
Il 7 dicembre 2010 è stato reso noto il suo passaggio allo Strømsgodset. Ha esordito con questa maglia in data 20 marzo 2011, subentrando a Fredrik Nordkvelle nella vittoria per 2-1 sul Sogndal. Il 27 novembre successivo ha realizzato il primo gol per il Godset, nella sconfitta per 5-1 sul campo dello Haugesund. L'anno seguente ha conquistato il posto da titolare quando Mohammed Abu ha fatto ritorno al Manchester City per fine prestito. Il 19 febbraio 2013 Johansen ha rinnovato il contratto che lo legava allo Strømsgodset per altre due stagioni. Il 7 marzo è stato scelto come vice-capitano della squadra, assieme a Jørgen Horn, quando è stata affidata la fascia ad Adam Larsen Kwarasey. Ha fatto parte della squadra che vinse il campionato 2013: a seguito di questo risultato ha ricevuto il premio Kniksen come miglior centrocampista dell'Eliteserien.

#### Celtic
Il 15 gennaio 2014 è stato ufficialmente ingaggiato dagli scozzesi del Celtic, diventando così il quarto norvegese della storia del club. Ha firmato un contratto valido per i successivi tre anni e mezzo. Ha esordito in squadra il 26 gennaio, subentrando a Charlie Mulgrew nella vittoria per 0-4 sul campo dell'Hibernian. Il 22 marzo successivo ha segnato la prima rete nella massima divisione scozzese, contribuendo al successo del Celtic sul St. Mirren per 3-0. Il 10 novembre 2014 si è aggiudicato la vittoria del Gullballen. Johansen è rimasto in squadra fino al mese di agosto 2016, vincendo tre campionato e una Scottish League Cup in questo arco di tempo.

#### Fulham
Il 26 agosto 2016 gli inglesi del Fulham hanno confermato l'ingaggio di Johansen, che si è legato al club per i successivi tre anni con opzione per una quarta stagione.

### Nazionale
Johansen ha giocato per la Norvegia under 21. Ha esordito il 14 agosto 2012, schierato titolare nell'amichevole contro l'Austria, terminata 2-2. Il 7 maggio 2013 è stato incluso nella lista provvisoria consegnata all'UEFA dal commissario tecnico Tor Ole Skullerud in vista del campionato europeo Under-21 2013. Il 22 maggio, il suo nome è stato confermato tra i 23 calciatori scelti per la manifestazione. La selezione norvegese ha superato la fase a gironi, per poi venire eliminata dalla Spagna in semifinale. In base al regolamento, la Norvegia ha ricevuto la medaglia di bronzo in ex aequo con l'Olanda, altra semifinalista battuta.
Il 14 agosto 2013, ha effettuato l'esordio in Nazionale maggiore: è stato infatti schierato titolare in occasione dell'amichevole persa per 4-2 contro la Svezia, sfida in cui ha segnato anche una rete. Il 24 marzo 2016, in occasione della 25ª presenza in Nazionale contro l'Estonia, ha ricevuto il Gullklokka.
Il 22 marzo 2017 è stato nominato nuovo capitano della Norvegia.
Il 10 marzo 2021, dopo avere racimolato 55 presenze e 6 reti, annuncia il proprio ritiro dalla nazionale.

## Statistiche

### Presenze e reti nei club
Statistiche aggiornate al 26 marzo 2018.
| Stagione            | Club                | Campionato          | Campionato | Campionato | Coppe nazionali | Coppe nazionali | Coppe nazionali | Coppe continentali | Coppe continentali | Coppe continentali | Supercoppe | Supercoppe | Supercoppe | Totale | Totale |
| Stagione            | Club                | Comp                | Pres       | Reti       | Comp            | Pres            | Reti            | Comp               | Pres               | Reti               | Comp       | Pres       | Reti       | Pres   | Reti   |
| ------------------- | ------------------- | ------------------- | ---------- | ---------- | --------------- | --------------- | --------------- | ------------------ | ------------------ | ------------------ | ---------- | ---------- | ---------- | ------ | ------ |
| 2007                | Bodø/Glimt          | 1D                  | 6          | 0          | CN              | 0               | 0               | -                  | -                  | -                  | -          | -          | -          | 6      | 0      |
| 2008                | Bodø/Glimt          | ES                  | 1          | 0          | CN              | 1               | 0               | -                  | -                  | -                  | -          | -          | -          | 2      | 0      |
| 2009                | Bodø/Glimt          | ES                  | 4          | 0          | CN              | 2               | 0               | -                  | -                  | -                  | -          | -          | -          | 6      | 0      |
| 2010                | Bodø/Glimt          | 1D                  | 18         | 0          | CN              | 3               | 2               | -                  | -                  | -                  | -          | -          | -          | 21     | 2      |
| Totale Bodø/Glimt   | Totale Bodø/Glimt   | Totale Bodø/Glimt   | 29         | 0          |                 | 6               | 2               |                    | -                  | -                  |            | -          | -          | 35     | 2      |
| 2011                | Strømsgodset        | ES                  | 13         | 1          | CN              | 1               | 0               | UEL                | 0                  | 0                  | -          | -          | -          | 14     | 1      |
| 2012                | Strømsgodset        | ES                  | 27         | 3          | CN              | 5               | 1               | -                  | -                  | -                  | -          | -          | -          | 32     | 4      |
| 2013                | Strømsgodset        | ES                  | 27         | 4          | CN              | 1               | 0               | UEL                | 4                  | 0                  | -          | -          | -          | 32     | 4      |
| Totale Strømsgodset | Totale Strømsgodset | Totale Strømsgodset | 67         | 8          |                 | 7               | 1               |                    | 4                  | 0                  |            | -          | -          | 78     | 9      |
| gen.-giu. 2014      | Celtic              | PL                  | 16         | 2          | CS+CdL          | 1+0             | 0               | UCL                | -                  | -                  | -          | -          | -          | 17     | 2      |
| 2014-2015           | Celtic              | PL                  | 34         | 9          | CS+CdL          | 3+4             | 1+0             | UCL+UEL            | 6+8                | 0+3                | -          | -          | -          | 47     | 13     |
| 2015-2016           | Celtic              | PL                  | 23         | 1          | CS+CdL          | 3+3             | 0+1             | UCL+UEL            | 6+5                | 2+0                | -          | -          | -          | 40     | 4      |
| lug.-ago. 2016      | Celtic              | PL                  | 0          | 0          | CS+CdL          | 0               | 0               | UCL                | 1                  | 0                  | -          | -          | -          | 1      | 0      |
| Totale Celtic       | Totale Celtic       | Totale Celtic       | 73         | 12         |                 | 7+7             | 1+1             |                    | 26                 | 5                  |            | -          | -          | 107    | 19     |
| ago. 2016-2017      | Fulham              | FLC                 | 36+2       | 11         | FACup+CdL       | 3+1             | 2+0             | -                  | -                  | -                  | -          | -          | -          | 42     | 13     |
| 2017-2018           | Fulham              | FLC                 | 45+3       | 8          | FACup+CdL       | 1+0             | 0               | -                  | -                  | -                  | -          | -          | -          | 49     | 8      |
| 2018-gen.2019       | Fulham              | PL                  | 12         | 0          | FACup+CdL       | 0+1             | 0+0             | -                  | -                  | -                  | -          | -          | -          | 13     | 0      |
| gen.giu.2019        | West Bromwich       | FLC                 | 12+2       | 2          | FACup+CdL       | 0+0             | 0+0             | -                  | -                  | -                  | -          | -          | -          | 14     | 2      |
| 2019-2020           | Fulham              | FLC                 | 33         | 0          | FACup+CdL       | 2+1             | 0+0             | -                  | -                  | -                  | -          | -          | -          | 36     | 0      |
| 2020-gen.2021       | Fulham              | PL                  | 0          | 0          | FACup+CdL       | 0+2             | 0+0             | -                  | -                  | -                  | -          | -          | -          | 2      | 0      |
| Totale Fulham       | Totale Fulham       | Totale Fulham       | 126+5      | 19         |                 | 11              | 2               |                    | -                  | -                  |            | -          | -          | 142    | 21     |
| gen.-giu. 2021      | QPR                 | FLC                 | 21         | 4          | FACup+CdL       | 0+0             | 0+0             | -                  | -                  | -                  | -          | -          | -          | 21     | 4      |
| 2021-2022           | QPR                 | FLC                 | 18         | 1          | FACup+CdL       | 0+0             | 0+0             | -                  | -                  | -                  | -          | -          | -          | 18     | 1      |
| Totale QPR          | Totale QPR          | Totale QPR          | 39         | 5          |                 | 0               | 0               |                    | -                  | -                  |            | -          | -          | 39     | 5      |
| Totale              | Totale              | Totale              | 365        | 46         |                 | 39              | 7               |                    | 30                 | 5                  |            | -          | -          | 434    | 58     |

### Cronologia presenze e reti in nazionale
| Cronologia completa delle presenze e delle reti in nazionale ― Norvegia | Cronologia completa delle presenze e delle reti in nazionale ― Norvegia | Cronologia completa delle presenze e delle reti in nazionale ― Norvegia | Cronologia completa delle presenze e delle reti in nazionale ― Norvegia | Cronologia completa delle presenze e delle reti in nazionale ― Norvegia | Cronologia completa delle presenze e delle reti in nazionale ― Norvegia | Cronologia completa delle presenze e delle reti in nazionale ― Norvegia | Cronologia completa delle presenze e delle reti in nazionale ― Norvegia |
| Data                                                                    | Città                                                                   | In casa                                                                 | Risultato                                                               | Ospiti                                                                  | Competizione                                                            | Reti                                                                    | Note                                                                    |
| ----------------------------------------------------------------------- | ----------------------------------------------------------------------- | ----------------------------------------------------------------------- | ----------------------------------------------------------------------- | ----------------------------------------------------------------------- | ----------------------------------------------------------------------- | ----------------------------------------------------------------------- | ----------------------------------------------------------------------- |
| 14-8-2013                                                               | Solna                                                                   | Svezia                                                                  | 4 – 2                                                                   | Norvegia                                                                | Amichevole                                                              | 1                                                                       | 56’                                                                     |
| 6-9-2013                                                                | Oslo                                                                    | Norvegia                                                                | 2 – 0                                                                   | Cipro                                                                   | Qual. Mondiali 2014                                                     | -                                                                       | 75’                                                                     |
| 10-9-2013                                                               | Oslo                                                                    | Norvegia                                                                | 0 – 2                                                                   | Svizzera                                                                | Qual. Mondiali 2014                                                     | -                                                                       |                                                                         |
| 11-10-2013                                                              | Maribor                                                                 | Slovenia                                                                | 3 – 0                                                                   | Norvegia                                                                | Qual. Mondiali 2014                                                     | -                                                                       |                                                                         |
| 15-10-2013                                                              | Oslo                                                                    | Norvegia                                                                | 1 – 1                                                                   | Islanda                                                                 | Qual. Mondiali 2014                                                     | -                                                                       |                                                                         |
| 15-11-2013                                                              | Herning                                                                 | Danimarca                                                               | 2 – 1                                                                   | Norvegia                                                                | Amichevole                                                              | -                                                                       | 50’ 74’                                                                 |
| 5-3-2014                                                                | Praga                                                                   | Rep. Ceca                                                               | 2 – 2                                                                   | Norvegia                                                                | Amichevole                                                              | -                                                                       | 46’                                                                     |
| 27-5-2014                                                               | Saint-Denis                                                             | Francia                                                                 | 4 – 0                                                                   | Norvegia                                                                | Amichevole                                                              | -                                                                       |                                                                         |
| 31-5-2014                                                               | Oslo                                                                    | Norvegia                                                                | 1 – 1                                                                   | Russia                                                                  | Amichevole                                                              | -                                                                       | 66’                                                                     |
| 3-9-2014                                                                | Londra                                                                  | Inghilterra                                                             | 1 – 0                                                                   | Norvegia                                                                | Amichevole                                                              | -                                                                       |                                                                         |
| 9-9-2014                                                                | Oslo                                                                    | Norvegia                                                                | 0 – 2                                                                   | Italia                                                                  | Qual. Euro 2016                                                         | -                                                                       |                                                                         |
| 10-10-2014                                                              | Ta' Qali                                                                | Malta                                                                   | 0 – 3                                                                   | Norvegia                                                                | Qual. Euro 2016                                                         | -                                                                       |                                                                         |
| 13-10-2014                                                              | Oslo                                                                    | Norvegia                                                                | 2 – 1                                                                   | Bulgaria                                                                | Qual. Euro 2016                                                         | -                                                                       | 90+2’                                                                   |
| 12-11-2014                                                              | Oslo                                                                    | Norvegia                                                                | 0 – 1                                                                   | Estonia                                                                 | Amichevole                                                              | -                                                                       | 76’                                                                     |
| 16-11-2014                                                              | Baku                                                                    | Azerbaigian                                                             | 0 – 1                                                                   | Norvegia                                                                | Qual. Euro 2016                                                         | -                                                                       |                                                                         |
| 28-3-2015                                                               | Zagabria                                                                | Croazia                                                                 | 5 – 1                                                                   | Norvegia                                                                | Qual. Euro 2016                                                         | -                                                                       |                                                                         |
| 8-6-2015                                                                | Oslo                                                                    | Norvegia                                                                | 0 – 0                                                                   | Svezia                                                                  | Amichevole                                                              | -                                                                       |                                                                         |
| 12-6-2015                                                               | Oslo                                                                    | Norvegia                                                                | 0 – 0                                                                   | Azerbaigian                                                             | Qual. Euro 2016                                                         | -                                                                       | 84’ 87’                                                                 |
| 3-9-2015                                                                | Sofia                                                                   | Bulgaria                                                                | 0 – 1                                                                   | Norvegia                                                                | Qual. Euro 2016                                                         | -                                                                       | 87’                                                                     |
| 6-9-2015                                                                | Oslo                                                                    | Norvegia                                                                | 2 – 0                                                                   | Croazia                                                                 | Qual. Euro 2016                                                         | -                                                                       |                                                                         |
| 10-10-2015                                                              | Oslo                                                                    | Norvegia                                                                | 2 – 0                                                                   | Malta                                                                   | Qual. Euro 2016                                                         | -                                                                       |                                                                         |
| 13-10-2015                                                              | Roma                                                                    | Italia                                                                  | 2 – 1                                                                   | Norvegia                                                                | Qual. Euro 2016                                                         | -                                                                       |                                                                         |
| 12-11-2015                                                              | Oslo                                                                    | Norvegia                                                                | 0 – 1                                                                   | Ungheria                                                                | Qual. Euro 2016                                                         | -                                                                       |                                                                         |
| 15-11-2015                                                              | Budapest                                                                | Ungheria                                                                | 2 – 1                                                                   | Norvegia                                                                | Qual. Euro 2016                                                         | -                                                                       | 11’                                                                     |
| 24-3-2016                                                               | Tallinn                                                                 | Estonia                                                                 | 0 – 0                                                                   | Norvegia                                                                | Amichevole                                                              | -                                                                       |                                                                         |
| 29-3-2016                                                               | Oslo                                                                    | Norvegia                                                                | 2 – 0                                                                   | Finlandia                                                               | Amichevole                                                              | 1                                                                       | 60’                                                                     |
| 29-5-2016                                                               | Porto                                                                   | Portogallo                                                              | 3 – 0                                                                   | Norvegia                                                                | Amichevole                                                              | -                                                                       | Cap.                                                                    |
| 1-6-2016                                                                | Oslo                                                                    | Norvegia                                                                | 3 – 2                                                                   | Islanda                                                                 | Amichevole                                                              | 1                                                                       | Cap. 82’                                                                |
| 5-6-2016                                                                | Bruxelles                                                               | Belgio                                                                  | 3 – 2                                                                   | Norvegia                                                                | Amichevole                                                              | -                                                                       |                                                                         |
| 31-8-2016                                                               | Oslo                                                                    | Norvegia                                                                | 0 – 1                                                                   | Bielorussia                                                             | Amichevole                                                              | -                                                                       | Cap. 45’                                                                |
| 4-9-2016                                                                | Oslo                                                                    | Norvegia                                                                | 0 – 3                                                                   | Germania                                                                | Qual. Mondiali 2018                                                     | -                                                                       | Cap. 51’ 89’                                                            |
| 8-10-2016                                                               | Baku                                                                    | Azerbaigian                                                             | 1 – 0                                                                   | Norvegia                                                                | Qual. Mondiali 2018                                                     | -                                                                       | 84’ 90+2’                                                               |
| 11-11-2016                                                              | Praga                                                                   | Rep. Ceca                                                               | 2 – 1                                                                   | Norvegia                                                                | Amichevole                                                              | -                                                                       |                                                                         |
| 26-3-2017                                                               | Belfast                                                                 | Irlanda del Nord                                                        | 2 – 0                                                                   | Norvegia                                                                | Qual. Mondiali 2018                                                     | -                                                                       | Cap. 75’                                                                |
| 10-6-2017                                                               | Oslo                                                                    | Norvegia                                                                | 1 – 1                                                                   | Rep. Ceca                                                               | Qual. Mondiali 2018                                                     | -                                                                       | Cap. 57’                                                                |
| 1-9-2017                                                                | Oslo                                                                    | Norvegia                                                                | 2 – 0                                                                   | Azerbaigian                                                             | Qual. Mondiali 2018                                                     | -                                                                       | Cap.                                                                    |
| 8-10-2017                                                               | Oslo                                                                    | Norvegia                                                                | 1 – 0                                                                   | Irlanda del Nord                                                        | Qual. Mondiali 2018                                                     | -                                                                       | Cap. 87’                                                                |
| 23-3-2018                                                               | Oslo                                                                    | Norvegia                                                                | 4 – 1                                                                   | Australia                                                               | Amichevole                                                              | -                                                                       | Cap. 76’                                                                |
| 26-3-2018                                                               | Elbasan                                                                 | Albania                                                                 | 0 – 1                                                                   | Norvegia                                                                | Amichevole                                                              | -                                                                       | Cap. 76’                                                                |
| 2-6-2018                                                                | Reykjavík                                                               | Islanda                                                                 | 2 – 3                                                                   | Norvegia                                                                | Amichevole                                                              | -                                                                       | Cap.                                                                    |
| 6-6-2018                                                                | Oslo                                                                    | Norvegia                                                                | 1 – 0                                                                   | Panama                                                                  | Amichevole                                                              | -                                                                       | Cap. 89’                                                                |
| 6-9-2018                                                                | Oslo                                                                    | Norvegia                                                                | 2 – 0                                                                   | Cipro                                                                   | UEFA Nations League 2018-2019 - 1º turno                                | 2                                                                       | cap. 72’                                                                |
| 9-9-2018                                                                | Sofia                                                                   | Bulgaria                                                                | 1 – 0                                                                   | Norvegia                                                                | UEFA Nations League 2018-2019 - 1º turno                                | -                                                                       | cap. 62’                                                                |
| 13-10-2018                                                              | Oslo                                                                    | Norvegia                                                                | 1 – 0                                                                   | Slovenia                                                                | UEFA Nations League 2018-2019 - 1º turno                                | -                                                                       | cap. 80’                                                                |
| 16-10-2018                                                              | Oslo                                                                    | Norvegia                                                                | 1 – 0                                                                   | Bulgaria                                                                | UEFA Nations League 2018-2019 - 1º turno                                | -                                                                       | cap. 78’                                                                |
| 16-11-2018                                                              | Lubiana                                                                 | Slovenia                                                                | 1 – 1                                                                   | Norvegia                                                                | UEFA Nations League 2018-2019 - 1º turno                                | -                                                                       | cap. 57’                                                                |
| 23-3-2019                                                               | Valencia                                                                | Spagna                                                                  | 2 – 1                                                                   | Norvegia                                                                | Qual. Euro 2020                                                         | -                                                                       | cap. 54’ 77’                                                            |
| 10-6-2019                                                               | Tórshavn                                                                | Fær Øer                                                                 | 0 – 2                                                                   | Norvegia                                                                | Qual. Euro 2020                                                         | -                                                                       | 72’                                                                     |
| 5-9-2019                                                                | Oslo                                                                    | Norvegia                                                                | 2 – 0                                                                   | Malta                                                                   | Qual. Euro 2020                                                         | -                                                                       | cap. 76’                                                                |
| 8-9-2019                                                                | Solna                                                                   | Svezia                                                                  | 1 – 1                                                                   | Norvegia                                                                | Qual. Euro 2020                                                         | 1                                                                       | cap. 76’                                                                |
| 12-10-2019                                                              | Oslo                                                                    | Norvegia                                                                | 1 – 1                                                                   | Spagna                                                                  | Qual. Euro 2020                                                         | -                                                                       | cap. 63’                                                                |
| 15-10-2019                                                              | Bucarest                                                                | Romania                                                                 | 1 – 1                                                                   | Norvegia                                                                | Qual. Euro 2020                                                         | -                                                                       | cap. 46’                                                                |
| 4-9-2020                                                                | Oslo                                                                    | Norvegia                                                                | 1 – 2                                                                   | Austria                                                                 | UEFA Nations League 2020-2021 - 1º turno                                | -                                                                       | cap. 68’                                                                |
| 7-9-2020                                                                | Belfast                                                                 | Irlanda del Nord                                                        | 1 – 5                                                                   | Norvegia                                                                | UEFA Nations League 2020-2021 - 1º turno                                | -                                                                       | cap. 71’                                                                |
| 8-10-2020                                                               | Oslo                                                                    | Norvegia                                                                | 1 – 2 dts                                                               | Serbia                                                                  | Qual. Euro 2020                                                         | -                                                                       | cap. 66’                                                                |
| Totale                                                                  |                                                                         | Presenze                                                                | 55                                                                      |                                                                         | Reti                                                                    | 6                                                                       |                                                                         |

## Palmarès

### Club
- Campionato norvegese: 1

Strømsgodset: 2013
- Campionato scozzese: 3

Celtic: 2013-2014, 2014-2015, 2015-2016
- Coppa di Lega scozzese: 1

Celtic: 2014-2015

### Individuale
- Miglior centrocampista del campionato norvegese: 1

2013
- Giocatore norvegese dell'anno: 1

2014
- Calciatore dell'anno del campionato scozzese: 1

2014-2015
- Gullklokka

2016